# As Vespas
As Vespas (em grego: Σφῆκες, transl. Sphēkes) foi uma peça do autor grego Aristófanes, encenada no ano de 422 a.C..
Na peça o autor tem como alvo principal os juízes atenienses, os quais o comediógrafo já havia satirizado em pequenas passagens de outras peças, como, por exemplo, em As Nuvens (423 a.C.).
A peça retrata o filho de um dicasta (um juiz comparando com os nossos tempos) mostrando para seu pai que está sendo enganado por cleon(mais importante dos líderes), rouba seu dinheiro e de todos os outros, conseguindo levá-los por suas belas palavras.
O nome da peça foi dado por As Vespas, se comparando a picada e uma vespa, que de imediato não se sente nada, porém apos um tempo há uma dor. Assim, sendo o começo da peça uma sátira de um juiz burro que é enganado, e no final da peça demonstra que os burros enganados é a plateia (os próprios juízes).